# Армонайте, Аушрине
Аушрине Армонайте (лит. Aušrinė Armonaitė; род. 26 мая 1989, Вильнюс, Литовская ССР) — литовский  политический и  государственный деятель. Сооснователь и первый председатель Партии свободы. Министр экономики и инноваций Литвы с 11 декабря 2020 до 12 декабря 2024 года. Член Сейма Литвы с 2016 до 2024 года.

## Биография
Армонайте родилась в Вильнюсе. В 2004 году поступила в гимназию имени Миколаса Биржишки и окончила её в 2008 году. В 2010 избиралась председательницей Литовской либеральной молодёжи, впервые присоединившись к организации ещё подростком. После окончания школы Армонайте поступила в Институт международных отношений и политологии Вильнюсского университета, получив степень бакалавра политических наук в 2012 году, а 2014 году получила степень магистра анализа государственной политики там же.

## Карьера
На парламентских выборах в 2016 году баллотировалась в Сейм от Движения либералов. Была включена в общенациональный список партии, и по итогам голосования избрана в парламент, заняв своё место 14 ноября 2016 года. После избрания в Сейм была назначена заместителем председателя комитета по европейским делам, а также работала в комитете по иностранным делам. В 2017 году была избрана заместительницей председателя Либерального движения.
2 ноября 2018 года объявила о своём выходе из Движения либералов из-за конфликта с председателем Эугениюсом Гентвиласом, который возник из-за решения Вильнюсского отделения партии участвовать в муниципальных выборах и выборах мэра в марте 2019 года не по списку партии, а по списку комитета, и работала в парламенте как независимый политик. Позже вместе с мэром Вильнюса Ремигиюсом Шимашюсом основала Партию свободы и была избрана её председателем. Несмотря на получение партийной принадлежности, она продолжала оставаться независимым членом парламента, поскольку партия не получила ни одного места на предыдущих выборах.
После парламентских выборах 2020 года право-центристские политические силы: Союз Отечества — Литовские христианские демократы, Движение либералов и Партия свободы сформировали правительство под руководством Ингриды Шимоните. Министром экономики и инновации 11 декабря 2020 года стала Аушрине Армонайте.

## Позиции по общественно-политическим вопросам
Армонайте — жёсткая противница национализма. Признаёт моральную ответственность литовского народа за геноцид еврейского населения в годы оккупации Литвы нацистской Германией. Поддерживает требование к Российской Федерации «выплаты компенсацию за оккупацию СССР». Поддерживает санкционную политику во имя «защиты прав человека», признавая возможные экономические потери. Выступала за право граждан на личную защиту в Конституционном суде.

## Личная жизнь
Замужем за Эдгарасом Станишаускасом (Edgaras Stanišauskas). Совместно участвовали в деятельности Литовской либеральной молодёжи, где и состоялось их знакомство в 2009 году. Владеет английским языком. Окончила музыкальную школу по классу фортепиано, восемь лет играла в баскетбол, интересуется социально-политической литературой, внешней политикой, музыкой и катанием на роликах.